# Distenia dissimilis
Distenia dissimilis är en skalbaggsart som beskrevs av Fernando Chiang och Wu 1987. Distenia dissimilis ingår i släktet Distenia och familjen långhorningar. Inga underarter finns listade i Catalogue of Life.